# وادي الوحراء
وادي الوحراء هو واد في سراة بلاد بلقرن في محافظة بلقرن تنحدر مياهه من غربي قرى آل عمران حتى تصب في وادي النضر غرباً في تهامة بلقرن، ويشتهر سابقاً بكثرة الذئاب.